# Wilson Piazza
Pour les articles homonymes, voir Silva et Piazza.
Wilson da Silva Piazza, plus connu sous le nom de Piazza, est un footballeur brésilien né le 25 février 1943 à Ribeirão das Neves. Il a joué au poste de défenseur central pour le club de Cruzeiro EC et l'équipe du Brésil. Il a été champion du monde en 1970.

## Carrière de joueur

### En club
- 1961-1964 : Renascença (Minas Gerais) ( Brésil)
- 1964-1979 : Cruzeiro EC ( Brésil)

Avec Cruzeiro EC il a été dix fois champion de l'État du Minas Gerais, vainqueur de la coupe du Brésil et de la coupe du Minas Gerais.
Il a remporté la Copa Libertadores en 1976. Il a joué 559 matches avec Cruzeiro et marqué 39 buts.
À titre personnel, il a été nommé « Ballon d’argent » au Brésil en 1972.

### En équipe nationale
Piazza a fait ses débuts en Coupe du monde de football en juin 1970 à l’occasion d’un match contre l'équipe de Tchécoslovaquie.
Il compte 67 sélections dans l’équipe du Brésil (15 non officielles) entre 1967 et 1976.
Il a fait partie de l'équipe du Brésil qui a remporté la Coupe du monde 1970 et a aussi participé à la Coupe du monde 1974 en tant que capitaine.

## Palmarès
- Vainqueur de la Coupe du monde 1970 avec l'équipe du Brésil
- Champion du Brésil en 1966  avec Cruzeiro EC
- Champion de l’État du Minas Gerais en 1965, 1966, 1967, 1968, 1969, 1972, 1973, 1974, 1975 et 1977, avec Cruzeiro EC
- Vainqueur de la coupe du Brésil en 1966  avec Cruzeiro EC
- Vainqueur de la Copa Libertadores en 1976 avec Cruzeiro EC
- Vainqueur de la coupe de l'État du Minas Gerais en 1973 avec Cruzeiro EC